# Heinrich Maier
Pour les articles homonymes, voir Maier.
Heinrich Maier (16 février 1908 à Großweikersdorf - 22 mars 1945 à Vienne) est un prêtre catholique autrichien, résistant au nazisme.

## Biographie
Heinrich Maier naît le 16 février 1908 à Großweikersdorf en Basse-Autriche. Il est le fils de Heinrich Maier, ancien fonctionnaire des chemins de fer, et de Katharina Giugno.
Après la matura, il fait des études de philosophie à Rome jusqu'au doctorat qu'il obtient en 1930, puis de théologie à l'université de Vienne. Il est ordonné prêtre en 1932.
À partir de 1936, il est professeur de religion dans une école professionnelle à Mödling, puis au Albertus-Magnus-Gymnasium der Marienbrüder. Il perd son emploi après la suppression de l'enseignement religieux en 1938.
Il établit en 1940 des contacts avec des résistants au nazisme, tels que Jakob Kaiser, Adolf Schärf ou Karl Seitz. Avec Franz Josef Messner (de) et Walter Caldonazzi (de), il forme un groupe de résistance dont l'activité consiste notamment en la collecte et la fourniture d'informations aux Alliés sur les lieux, les employés et les productions des armements nazis.
Les membres du groupe sont arrêtés les uns après les autres, lui-même le 28 mars 1944. Le 28 octobre, il est condamné à mort par le Volksgerichtshof pour « préparation d'une entreprise de haute trahison ». Il est envoyé au camp de concentration de Mauthausen le 22 novembre. Ramené à Vienne le 18 mars 1945, ll est décapité le 22 mars au tribunal régional de Vienne.